# Groupe de la coordination technique pour la défense des groupes et membres indépendants
Le Groupe de la coordination technique pour la défense des groupes et membres indépendants (CDI) est un groupe politique hétérogène au Parlement européen ayant existé entre 1979 et 1984.

## Histoire
Le Groupe de la coordination technique pour la défense des groupes et membres indépendants est fondé en 1979 à la suite des première élections au Parlement européen.
Ce groupe réunit des députés européens d'horizons politiques différents, allant du centre à l'extrême gauche, et qui ne se retrouvent pas dans les autres groupe politiques du Parlement européen d'alors. Aussi, il est caractérisé par sa grande hétérogénéité, ses membres incluant les libéraux-libertaires du Parti radical italien, un tenant d'une ligne dure du républicanisme irlandais ou encore l'eurosceptique danois de gauche Jens-Peter Bonde.
En 1984, la plupart des membres du CDI rejoignent le Groupe Arc-en-ciel.

## Composition
| Pays                     | Parti                                          | Sièges | Députés                                                      |
| ------------------------ | ---------------------------------------------- | ------ | ------------------------------------------------------------ |
| Belgique Région flamande | Volksunie                                      | 1      | Maurits Coppieters                                           |
| Danemark                 | Mouvement populaire contre la CEE              | 4      | Else Hammerich, Jens-Peter Bonde, Sven Skovmand, Jørgen Bøgh |
| Irlande                  | Fianna Fáil indépendant (en)                   | 1      | Neil Blaney                                                  |
| Italie                   | Parti d'unité prolétarienne pour le communisme | 1      | Luciana Castellina                                           |
| Italie                   | Démocratie prolétarienne                       | 1      | Mario Capanna                                                |
| Italie                   | Parti radical italien                          | 3      | Marco Pannella, Emma Bonino, Leonardo Sciascia               |